# Rola (modella)
Rola, pseudonimo di Eri Sato (ローラ?, Rōra; Tokyo, 30 marzo 1990), è una modella e personaggio televisivo giapponese di origini bengalesi e russe.
In Giappone è conosciuta soprattutto per le sue frequenti apparizioni in riviste di moda oltre che per le partecipazioni a numerose trasmissioni televisive in qualità di tarento.

## Biografia
Nata a Tokyo da padre originario del Bangladesh e madre giapponese di origine russa, Rola si è trasferita subito dopo la nascita nel Paese natio del padre, dove ha frequentato una scuola internazionale americana, prima di ritornare in Giappone all'età di nove anni. A causa del divorzio dei genitori è stata cresciuta principalmente dalla matrigna, di nazionalità cinese. Ha un fratello gemello.
A gennaio 2017 Rola era la quarta celebrità giapponese più seguita sul social network Twitter, dietro a Hiroiki Ariyoshi, Kyary Pamyu Pamyu e Hitoshi Matsumoto.

## Carriera

### Modella
La carriera da modella di Rola ha avuto inizio quando era ancora una studentessa delle superiori, dopo essere stata notata da un talent scout mentre camminava tra le vie di Shibuya, a Tokyo. Dopo numerose apparizioni sulla rivista giapponese Popteen, nel 2008 ha fatto il suo debutto sulla rivista di moda Vivi. Contestualmente alle apparizioni su riviste e magazine ha iniziato anche la carriera di modella da passerella, partecipando a eventi quali Tokyo Girls Collection, Shibuya Girls Collection, and Girls Award. La sua prima "copertina" su Vivi è arrivata nell'agosto del 2012, seguita dal suo primo fotolibro The Rola!!, pubblicato nello stesso mese. Un ulteriore fotolibro, intitolato Rola's Closet, è stato pubblicato nel giugno 2014 avente come caratteristica il fatto di contenere esclusivamente foto estratte dal profilo Instagram di Rola.

### Personaggio televisivo
La carriera come tarento di Rola è iniziata nel giugno 2010 quando ha fatto la sua prima apparizione nel varietà della Nippon Television Shabekuri 007 assieme alle colleghe Lena Fujii e Mitsuki Ōishi. Nel 2011 si è classificata quarta in una speciale classifica che tiene conto del numero di apparizioni sul piccolo schermo per eleggere i migliori personaggi televisivi emergenti, con duecento apparizioni in programmi televisivi giapponesi nel corso dell'anno. Rola inoltre è stata ospite settimanale nel programma della Fuji TV Waratte iitomo! dal 12 aprile 2012 fino alla chiusura di quest'ultimo nel marzo 2014.
Rola è nota per avere un carattere gioviale e scherzoso, oltre che per la sua ingenuità, innocenza, schiettezza e sfrontatezza, la quale, insieme alla difficoltà di parlare giapponese in modo consono a seconda delle situazioni, hanno attirato su di lei qualche critica, anche dagli stessi addetti ai lavori. Alcuni suoi tic comportamentali quali gonfiare le guance o stringere le labbra in modo esagerato, fare il gesto dell'OK portandosi la mano sulla guancia, la voce acuta e il lasciarsi andare a effusioni imbarazzate, hanno contribuito ad accrescere la sua popolarità.
Oltre a essere fonte di ispirazione per numerose adolescenti giapponesi, il suo modo di fare è copiato anche da altre aspiranti tarento, come nel caso di Arie Mizusawa che, per via del suo comportamento in qualche maniera simile a quello di Rola, venne a suo tempo ribattezzata dai media giapponesi come "la copia di Rola" (ローラに激似?, Rōra ni gekini).
A partire dal 2013 le apparizioni televisive di Rola sono diminuite notevolmente a causa, a detta di alcuni media giapponesi, dei guai giudiziari del padre, accusato di tentata frode ai danni del sistema sanitario giapponese. Altri opinionisti invece hanno giustificato ciò con la volontà della modella di concentrarsi principalmente nel campo degli spot pubblicitari, e le continue apparizioni di Rola in vari spot sono sembrate confermare questa ipotesi.
Nell'aprile 2014 Rola ha ottenuto il suo primo ruolo di presentatrice nel quiz show Danketsu seyo quiz 30 della Fuji TV, a fianco del presentatore e comico Atsushi Tamura.

### Musica e cinema
Nell'ottobre 2011 Rola ha fatto il suo debutto nel mondo della musica in qualità di vocalist di supporto nel brano I hate u di Issa Hentona (leader dei Da Pump) e SoulJa. Il suo debutto da solista è avvenuto nel luglio 2012 con il brano Memories, scelto come sigla per la pellicola d'animazione Il film Pokémon - Kyurem e il solenne spadaccino, per il quale Rola si è cimentata anche come doppiatrice del personaggio Malin. Il singolo ha debuttato alla posizione numero 14 della classifica Oricon nella prima settimana di vendite. Nel settembre 2012 Rola ha intervistato a Tokyo la cantante canadese Carly Rae Jepsen in seguito alla pubblicazione di una versione lip dub del brano della Jepsen Call Me Maybe da parte della modella giapponese. Durante l'incontro Rola ha espresso la volontà di massimizzare la sua conoscenza della lingua inglese in modo da non pregiudicarsi il raggiungimento di nessun obiettivo.
Il 21 agosto 2015 è stata annunciata la sua partecipazione alle riprese del film Resident Evil: The Final Chapter, in uscita nel 2017.

### Contratti pubblicitari
Nel 2009, grazie al contratto con la rivista Vivi, è diventata modella per la marca di abiti da donna Vivifleurs, ideato dalla stessa Vivi in collaborazione con la Haruyama Trading Co. Ltd. Nel 2011 ha fatto da modella per la casa di moda Samantha Thavasa insieme a Mizuki Yamamoto, Yuri Ebihara, Jessica Michibata, Tomomi Itano, Hazuki Tsuchiya e Taylor Momsen, apparendo sui cataloghi e promuovendo il marchio in vari spot pubblicitari. Nel 2012, grazie al contratto con il marchio di cosmetici Brigitte, Rola è tornata sul piccolo schermo per promuovere i prodotti, destinati a un pubblico giovane e femminile. Nell'aprile dello stesso anno Rola ha firmato un contratto con la Fujiya Co., che prevedeva l'utilizzo dei diritti d'immagine della modella per le confezioni delle sue caramelle accanto alla mascotte Peko-chan. Nel maggio 2012 è apparsa sulla copertina del catalogo della Peach John, mentre nell'agosto successivo ha pubblicizzato in diversi spot televisivi e tramite cartelloni pubblicitari la catena di ristoranti HotLand Corporation. Nel 2013 ha pubblicizzato in TV i prodotti di bellezza della Tsuyamote Beauty, quelli per la cura dei piedi della Dr. Scholl, i soft drink della Momo no Ten-nensui e il Mitsui Outlet Park. Rola ha inoltre pubblicizzato insieme a Girolamo Panzetta l'azienda TBC, specializzata in prodotti e strutture per stazioni termali, bissato da un altro accordo nel 2014.
Nel giugno del 2014 ha pubblicizzato l'app per smartphone Antenna. Nel luglio dello stesso anni ha iniziato a promuovere il Tamagotchi 4U, nuova versione del popolare Tamagotchi della Bandai, uscito in Giappone il 27 settembre 2014. Oltre ad apparire nelle pubblicità, Rola ha prestato la sua immagine per un personaggio scaricabile e utilizzabile nel gioco, Rolatchi, apparendo in qualità di quest'ultimo anche nella relativa serie anime Go-Go Tamagotchi!.
A settembre è apparsa nel ruolo di Maria Antonietta in cinque spot pubblicitari della GU, marchio specializzato in abiti casual femminili. A fine anno è stata eletta regina degli spot pubblicitari, grazie alle apparizioni nelle réclame di quattordici diverse compagnie.